# Hildisrieden
Hildisrieden (gsw. Höudisriede) – miejscowość i gmina w środkowej Szwajcarii, w kantonie Lucerna, w okręgu Sursee.

## Demografia
W Hildisrieden mieszkają 2 444 osoby. W 2021 roku 9,2% populacji gminy stanowiły osoby urodzone poza Szwajcarią. 